# NFL Draft 2022
Der NFL Draft 2022 war der 87. Auswahlprozess neuer Spieler (Draft) im American Football für die Saison 2022 der National Football League (NFL). Der Draft fand vom 28. bis zum 30. April im Allegiant Stadium, Paradise, Nevada statt.

## Vergabeprozess
Der Austragungsort für 2022 wurde nicht wie die Austragungsorte für 2021 (Cleveland, Ohio) und 2023 (Kansas City, Missouri) im Mai 2019 bekannt gegeben. Die Liga vergab den Draft 2022 am 23. April 2020 nach Las Vegas, als Ersatz für den NFL Draft 2020, der ursprünglich in der Stadt stattfinden sollte. Der damalige Draft musste aufgrund der COVID-19-Pandemie per Videokonferenz abgehalten werden.

## Reihenfolge
Springe zu Runde:
2 |
3 |
4 |
5 |
6 |
7
| Runde | Auswahl | Team                  | Spieler              | Position         | College                  | Conference       | Bemerkungen                                                                    |
| ----- | ------- | --------------------- | -------------------- | ---------------- | ------------------------ | ---------------- | ------------------------------------------------------------------------------ |
| 1     | 1       | Jacksonville Jaguars  | Travon Walker        | Defensive End    | Georgia                  | SEC              |                                                                                |
| 1     | 2       | Detroit Lions         | Aidan Hutchinson     | Defensive End    | Michigan                 | Big Ten          |                                                                                |
| 1     | 3       | Houston Texans        | Derek Stingley Jr.   | Cornerback       | LSU                      | SEC              |                                                                                |
| 1     | 4       | New York Jets         | Sauce Gardner        | Cornerback       | Cincinnati               | AAC              |                                                                                |
| 1     | 5       | New York Giants       | Kayvon Thibodeaux    | Defensive End    | Oregon                   | Pac-12           |                                                                                |
| 1     | 6       | Carolina Panthers     | Ikem Ekwonu          | Offensive Tackle | NC State                 | ACC              |                                                                                |
| 1     | 7       | New York Giants       | Evan Neal            | Offensive Tackle | Alabama                  | SEC              | Pick von den Bears erhalten                                                    |
| 1     | 8       | Atlanta Falcons       | Drake London         | Wide Receiver    | USC                      | Pac-12           |                                                                                |
| 1     | 9       | Seattle Seahawks      | Charles Cross        | Offensive Tackle | Mississippi State        | SEC              | Pick von den Broncos erhalten                                                  |
| 1     | 10      | New York Jets         | Garrett Wilson       | Wide Receiver    | Ohio State               | Big Ten          | Pick von den Seahawks erhalten                                                 |
| 1     | 11      | New Orleans Saints    | Chris Olave          | Wide Receiver    | Ohio State               | Big Ten          | Pick von den Commanders erhalten                                               |
| 1     | 12      | Detroit Lions         | Jameson Williams     | Wide Receiver    | Alabama                  | SEC              | Pick von den Vikings erhalten                                                  |
| 1     | 13      | Philadelphia Eagles   | Jordan Davis         | Defensive Tackle | Georgia                  | SEC              | Pick von den Browns via Texans erhalten                                        |
| 1     | 14      | Baltimore Ravens      | Kyle Hamilton        | Safety           | Notre Dame               | Unabhängig (FBS) |                                                                                |
| 1     | 15      | Houston Texans        | Kenyon Green         | Guard            | Texas A&M                | SEC              | Pick von den Dolphins via Eagles erhalten                                      |
| 1     | 16      | Washington Commanders | Jahan Dotson         | Wide Receiver    | Penn State               | Big Ten          | Pick von den Colts via Eagles und Saints erhalten                              |
| 1     | 17      | Los Angeles Chargers  | Zion Johnson         | Guard            | Boston College           | ACC              |                                                                                |
| 1     | 18      | Tennessee Titans      | Treylon Burks        | Wide Receiver    | Arkansas                 | SEC              | Pick von den Saints via Eagles erhalten                                        |
| 1     | 19      | New Orleans Saints    | Trevor Penning       | Offensive Tackle | Northern Iowa            | MVFC             | Pick von den Eagles erhalten                                                   |
| 1     | 20      | Pittsburgh Steelers   | Kenny Pickett        | Quarterback      | Pittsburgh               | ACC              |                                                                                |
| 1     | 21      | Kansas City Chiefs    | Trent McDuffie       | Cornerback       | Washington               | Pac-12           | Pick von den Patriots erhalten                                                 |
| 1     | 22      | Green Bay Packers     | Quay Walker          | Linebacker       | Georgia                  | SEC              | Pick von den Raiders erhalten                                                  |
| 1     | 23      | Buffalo Bills         | Kaiir Elam           | Cornerback       | Florida                  | SEC              | Pick von den Cardinals via Ravens erhalten                                     |
| 1     | 24      | Dallas Cowboys        | Tyler Smith          | Offensive Tackle | Tulsa                    | AAC              |                                                                                |
| 1     | 25      | Baltimore Ravens      | Tyler Linderbaum     | Center           | Iowa                     | Big Ten          | Pick von den Bills erhalten                                                    |
| 1     | 26      | New York Jets         | Jermaine Johnson     | Defensive End    | Florida State            | ACC              | Pick von den Titans erhalten                                                   |
| 1     | 27      | Jacksonville Jaguars  | Devin Lloyd          | Linebacker       | Utah                     | Pac-12           | Pick von den Buccaneers erhalten                                               |
| 1     | 28      | Green Bay Packers     | Devonte Wyatt        | Defensive Tackle | Georgia                  | SEC              |                                                                                |
| 1     | 29      | New England Patriots  | Cole Strange         | Guard            | Chattanooga              | SoCon            | Pick von den 49ers via Dolphins und Chiefs erhalten                            |
| 1     | 30      | Kansas City Chiefs    | George Karlaftis     | Defensive End    | Purdue                   | Big Ten          |                                                                                |
| 1     | 31      | Cincinnati Bengals    | Daxton Hill          | Safety           | Michigan                 | Big Ten          |                                                                                |
| 1     | 32      | Minnesota Vikings     | Lewis Cine           | Safety           | Georgia                  | SEC              | Pick von den Rams via Lions erhalten                                           |
| 2     | 33      | Tampa Bay Buccaneers  | Logan Hall           | Defensive End    | Houston                  | AAC              | Pick von den Jaguars erhalten                                                  |
| 2     | 34      | Green Bay Packers     | Christian Watson     | Wide Receiver    | North Dakota State       | MVFC             | Pick von den Lions via Vikings erhalten                                        |
| 2     | 35      | Tennessee Titans      | Roger McCreary       | Cornerback       | Auburn                   | SEC              | Pick von den Jets erhalten                                                     |
| 2     | 36      | New York Jets         | Breece Hall          | Runningback      | Iowa State               | Big 12           | Pick von den Giants erhalten                                                   |
| 2     | 37      | Houston Texans        | Jalen Pitre          | Safety           | Baylor                   | Big 12           |                                                                                |
| 2     | 38      | Atlanta Falcons       | Arnold Ebiketie      | Defensive End    | Penn State               | Big Ten          | Pick von den Panthers via Jets und Giants erhalten                             |
| 2     | 39      | Chicago Bears         | Kyler Gordon         | Cornerback       | Washington               | Pac-12           |                                                                                |
| 2     | 40      | Seattle Seahawks      | Boye Mafe            | Defensive End    | Minnesota                | Big Ten          | Pick von den Broncos erhalten                                                  |
| 2     | 41      | Seattle Seahawks      | Kenneth Walker III   | Runningback      | Michigan State           | Big Ten          |                                                                                |
| 2     | 42      | Minnesota Vikings     | Andrew Booth Jr.     | Cornerback       | Clemson                  | ACC              | Pick von den Commanders via Colts erhalten                                     |
| 2     | 43      | New York Giants       | Wan’Dale Robinson    | Wide Receiver    | Kentucky                 | SEC              | Pick von den Falcons erhalten                                                  |
| 2     | 44      | Houston Texans        | John Metchie III     | Wide Receiver    | Alabama                  | SEC              | Pick von den Browns erhalten                                                   |
| 2     | 45      | Baltimore Ravens      | David Ojabo          | Defensive End    | Michigan                 | Big Ten          |                                                                                |
| 2     | 46      | Detroit Lions         | Josh Paschal         | Defensive End    | Kentucky                 | SEC              |                                                                                |
| 2     | 47      | Washington Commanders | Phidarian Mathis     | Defensive Tackle | Alabama                  | SEC              | Pick von den Colts erhalten                                                    |
| 2     | 48      | Chicago Bears         | Jaquan Brisker       | Safety           | Penn State               | Big Ten          | Pick von den Chargers erhalten                                                 |
| 2     | 49      | New Orleans Saints    | Alontae Taylor       | Cornerback       | Tennessee                | SEC              |                                                                                |
| 2     | 50      | New England Patriots  | Tyquan Thornton      | Wide Receiver    | Baylor                   | Big 12           | Pick von den Dolphins via Kansas City erhalten                                 |
| 2     | 51      | Philadelphia Eagles   | Cam Jurgens          | Center           | Nebraska                 | Big Ten          |                                                                                |
| 2     | 52      | Pittsburgh Steelers   | George Pickens       | Wide Receiver    | Georgia                  | SEC              |                                                                                |
| 2     | 53      | Indianapolis Colts    | Alec Pierce          | Wide Receiver    | Cincinnati               | AAC              | Pick von den Raiders via Green Bay und Minnesota erhalten                      |
| 2     | 54      | Kansas City Chiefs    | Skyy Moore           | Wide Receiver    | Western Michigan         | MAC              |                                                                                |
| 2     | 55      | Arizona Cardinals     | Trey McBride         | Tight End        | Colorado State           | MW               |                                                                                |
| 2     | 56      | Dallas Cowboys        | Sam Williams         | Defensive End    | Ole Miss                 | SEC              |                                                                                |
| 2     | 57      | Tampa Bay Buccaneers  | Luke Goedeke         | Offensive Tackle | Central Michigan         | MAC              | Pick von den Bills erhalten                                                    |
| 2     | 58      | Atlanta Falcons       | Troy Andersen        | Linebacker       | Montana State            | Big Sky          | Pick von den Titans erhalten                                                   |
| 2     | 59      | Minnesota Vikings     | Ed Ingram            | Guard            | LSU                      | SEC              | Pick von den Packers erhalten                                                  |
| 2     | 60      | Cincinnati Bengals    | Cam Taylor-Britt     | Cornerback       | Nebraska                 | Big Ten          | Pick von den Buccaneers via Bills erhalten                                     |
| 2     | 61      | San Francisco 49ers   | Drake Jackson        | Defensive End    | USC                      | Pac-12           |                                                                                |
| 2     | 62      | Kansas City Chiefs    | Bryan Cook           | Safety           | Cincinnati               | AAC              |                                                                                |
| 2     | 63      | Buffalo Bills         | James Cook           | Runningback      | Georgia                  | SEC              | Pick von den Bengals erhalten                                                  |
| 2     | 64      | Denver Broncos        | Nik Bonitto          | Defensive End    | Oklahoma                 | Big 12           | Pick von den Rams erhalten                                                     |
| 3     | 65      | Jacksonville Jaguars  | Luke Fortner         | Center           | Kentucky                 | SEC              |                                                                                |
| 3     | 66      | Minnesota Vikings     | Brian Asamoah        | Linebacker       | Oklahoma                 | Big 12           | Pick von den Lions erhalten                                                    |
| 3     | 67      | New York Giants       | Joshua Ezeudu        | Guard            | North Carolina           | ACC              |                                                                                |
| 3     | 68      | Cleveland Browns      | Martin Emerson       | Cornerback       | Mississippi State        | SEC              | Pick von den Texans erhalten                                                   |
| 3     | 69      | Tennessee Titans      | Nicholas Petit-Frere | Offensive Tackle | Ohio State               | Big Ten          | Pick von den Jets erhalten                                                     |
| 3     | 70      | Jacksonville Jaguars  | Chad Muma            | Linebacker       | Wyoming                  | MW               | Pick von den Panthers erhalten                                                 |
| 3     | 71      | Chicago Bears         | Velus Jones Jr.      | Wide Receiver    | Tennessee                | SEC              |                                                                                |
| 3     | 72      | Seattle Seahawks      | Abraham Lucas        | Offensive Tackle | Washington State         | Pac-12           |                                                                                |
| 3     | 73      | Indianapolis Colts    | Jelani Woods         | Tight End        | Virginia                 | ACC              | Pick von den Commanders erhalten                                               |
| 3     | 74      | Atlanta Falcons       | Desmond Ridder       | Quarterback      | Cincinnati               | AAC              |                                                                                |
| 3     | 75      | Houston Texans        | Christian Harris     | Linebacker       | Alabama                  | SEC              | Pick von den Broncos erhalten                                                  |
| 3     | 76      | Baltimore Ravens      | Travis Jones         | Defensive Tackle | UConn                    | Unabhängig (FBS) |                                                                                |
| 3     | 77      | Indianapolis Colts    | Bernhard Raimann     | Offensive Tackle | Central Michigan         | MAC              | Pick von den Vikings erhalten                                                  |
| 3     | 78      | Cleveland Browns      | Alex Wright          | Defensive End    | UAB                      | C-USA            |                                                                                |
| 3     | 79      | Los Angeles Chargers  | J. T. Woods          | Safety           | Baylor                   | Big 12           |                                                                                |
| 3     | 80      | Denver Broncos        | Greg Dulcich         | Tight End        | UCLA                     | Pac-12           | Pick von den Saints via Houston erhalten                                       |
| 3     | 81      | New York Giants       | Cordale Flott        | Cornerback       | LSU                      | SEC              | Pick von den Dolphins erhalten                                                 |
| 3     | 82      | Atlanta Falcons       | DeAngelo Malone      | Linebacker       | Western Kentucky         | C-USA            | Pick von den Colts erhalten                                                    |
| 3     | 83      | Philadelphia Eagles   | Nakobe Dean          | Linebacker       | Georgia                  | SEC              |                                                                                |
| 3     | 84      | Pittsburgh Steelers   | DeMarvin Leal        | Defensive End    | Texas A&M                | SEC              |                                                                                |
| 3     | 85      | New England Patriots  | Marcus Jones         | Cornerback       | Houston                  | AAC              |                                                                                |
| 3     | 86      | Tennessee Titans      | Malik Willis         | Quarterback      | Liberty                  | Unabhängig (FBS) | Pick von den Raiders erhalten                                                  |
| 3     | 87      | Arizona Cardinals     | Cameron Thomas       | Defensive End    | San Diego State          | MW               |                                                                                |
| 3     | 88      | Dallas Cowboys        | Jalen Tolbert        | Wide Receiver    | South Alabama            | Sun Belt         |                                                                                |
| 3     | 89      | Buffalo Bills         | Terrel Bernard       | Linebacker       | Baylor                   | Big 12           |                                                                                |
| 3     | 90      | Las Vegas Raiders     | Dylan Parham         | Guard            | Memphis                  | AAC              | Pick von den Titans erhalten                                                   |
| 3     | 91      | Tampa Bay Buccaneers  | Rachaad White        | Runningback      | Arizona State            | Pac-12           |                                                                                |
| 3     | 92      | Green Bay Packers     | Sean Rhyan           | Offensive Tackle | UCLA                     | Pac-12           |                                                                                |
| 3     | 93      | San Francisco 49ers   | Tyrion Davis-Price   | Runningback      | LSU                      | SEC              |                                                                                |
| 3     | 94      | Carolina Panthers     | Matt Corral          | Quarterback      | Ole Miss                 | SEC              | Pick von den Chiefs via New England erhalten                                   |
| 3     | 95      | Cincinnati Bengals    | Zachary Carter       | Defensive Tackle | Florida                  | SEC              |                                                                                |
| 3     | 96      | Indianapolis Colts    | Nick Cross           | Safety           | Maryland                 | Big Ten          | Pick von den Rams via Broncos erhalten                                         |
| 3     | 97      | Detroit Lions         | Kerby Joseph         | Safety           | Illinois                 | Big Ten          | Compensatory Pick                                                              |
| 3     | 98      | Washington Commanders | Brian Robinson Jr.   | Runningback      | Alabama                  | SEC              | Pick von den Saints erhalten, Compensatory Pick                                |
| 3     | 99      | Cleveland Browns      | David Bell           | Wide Receiver    | Purdue                   | Big Ten          | 2020 Resolution JC-2A Pick                                                     |
| 3     | 100     | Arizona Cardinals     | Myjai Sanders        | Defensive End    | Cincinnati               | AAC              | Pick von den Ravens erhalten, 2020 Resolution JC-2A Pick                       |
| 3     | 101     | New York Jets         | Jeremy Ruckert       | Tight End        | Ohio State               | Big Ten          | Pick von den Saints via Eagles und Titans erhalten, 2020 Resolution JC-2A Pick |
| 3     | 102     | Miami Dolphins        | Channing Tindall     | Linebacker       | Georgia                  | SEC              | Pick von den 49ers erhalten, 2020 Resolution JC-2A Pick                        |
| 3     | 103     | Kansas City Chiefs    | Leo Chenal           | Linebacker       | Wisconsin                | Big Ten          | 2020 Resolution JC-2A Pick                                                     |
| 3     | 104     | Los Angeles Rams      | Logan Bruss          | Guard            | Wisconsin                | Big Ten          | 2020 Resolution JC-2A Pick                                                     |
| 3     | 105     | San Francisco 49ers   | Danny Gray           | Wide Receiver    | SMU                      | AAC              | 2020 Resolution JC-2A Pick                                                     |
| 4     | 106     | Tampa Bay Buccaneers  | Cade Otton           | Tight End        | Washington               | Pac-12           | Pick von den Jaguars                                                           |
| 4     | 107     | Houston Texans        | Dameon Pierce        | Runningback      | Florida                  | SEC              | Pick von den Seahawks via Cleveland                                            |
| 4     | 108     | Cleveland Browns      | Perrion Winfrey      | Defensive Tackle | Oklahoma                 | Big 12           | Pick von den Texans                                                            |
| 4     | 109     | Seattle Seahawks      | Coby Bryant          | Cornerback       | Cincinnati               | AAC              | Pick von den New York Jets                                                     |
| 4     | 110     | Baltimore Ravens      | Daniel Faalele       | Offensive Tackle | Minnesota                | Big Ten          | Pick von den New York Giants                                                   |
| 4     | 111     | New York Jets         | Max Mitchell         | Offensive Tackle | Louisiana                | Sun Belt         | Pick von den Panthers                                                          |
| 4     | 112     | New York Giants       | Daniel Bellinger     | Tight End        | San Diego State          | MW               | Pick von den Bears                                                             |
| 4     | 113     | Washington Commanders | Percy Butler         | Safety           | Louisiana                | Sun Belt         |                                                                                |
| 4     | 114     | New York Giants       | Dane Belton          | Safety           | Iowa                     | Big Ten          | Pick von den Falcons                                                           |
| 4     | 115     | Denver Broncos        | Damarri Mathis       | Cornerback       | Pittsburgh               | ACC              |                                                                                |
| 4     | 116     | Denver Broncos        | Eyioma Uwazurike     | Defensive Tackle | Iowa State               | Big 12           | Pick von den Seahawks                                                          |
| 4     | 117     | New York Jets         | Micheal Clemons      | Defensive End    | Texas A&M                | SEC              | Pick von den Vikings                                                           |
| 4     | 118     | Minnesota Vikings     | Akayleb Evans        | Cornerback       | Missouri                 | SEC              | Pick von den Browns                                                            |
| 4     | 119     | Baltimore Ravens      | Jalyn Armour-Davis   | Cornerback       | Alabama                  | SEC              |                                                                                |
| 4     | 120     | Carolina Panthers     | Brandon Smith        | Linebacker       | Penn State               | Big Ten          | Pick von den Saints via Commanders                                             |
| 4     | 121     | New England Patriots  | Jack Jones           | Cornerback       | Arizona State            | Pac-12           | Pick von den Dolphins via Chiefs                                               |
| 4     | 122     | Las Vegas Raiders     | Zamir White          | Runningback      | Georgia                  | SEC              | Pick von den Colts via Vikings                                                 |
| 4     | 123     | Los Angeles Chargers  | Isaiah Spiller       | Runningback      | Texas A&M                | SEC              |                                                                                |
| 4     | 124     | Cleveland Browns      | Cade York            | Kicker           | LSU                      | SEC              | Pick von den Eagles via Texans                                                 |
| 4     | 125     | Miami Dolphins        | Erik Ezukanma        | Wide Receiver    | Texas Tech               | Big 12           | Pick von den Steelers                                                          |
| 4     | 126     | Las Vegas Raiders     | Neil Farrell Jr.     | Defensive Tackle | LSU                      | SEC              | Pick von den Raiders via Vikings                                               |
| 4     | 127     | New England Patriots  | Pierre Strong Jr.    | Runningback      | South Dakota             | MVFC             |                                                                                |
| 4     | 128     | Baltimore Ravens      | Charlie Kolar        | Tight End        | Iowa State               | Big 12           | Pick von den Cardinals                                                         |
| 4     | 129     | Dallas Cowboys        | Jake Ferguson        | Tight End        | Wisconsin                | Big Ten          |                                                                                |
| 4     | 130     | Baltimore Ravens      | Jordan Stout         | Punter           | Penn State               | Big Ten          | Pick von den Bills                                                             |
| 4     | 131     | Tennessee Titans      | Hassan Haskins       | Runningback      | Michigan                 | Big Ten          |                                                                                |
| 4     | 132     | Green Bay Packers     | Romeo Doubs          | Wide Receiver    | Nevada                   | MW               |                                                                                |
| 4     | 133     | Tampa Bay Buccaneers  | Jake Camarda         | Punter           | Georgia                  | SEC              |                                                                                |
| 4     | 134     | San Francisco 49ers   | Spencer Burford      | Offensive Tackle | UTSA                     | C-USA            |                                                                                |
| 4     | 135     | Kansas City Chiefs    | Joshua Williams      | Cornerback       | Fayetteville State       | CIAA             |                                                                                |
| 4     | 136     | Cincinnati Bengals    | Cordell Volson       | Offensive Tackle | North Dakota State       | MVFC             |                                                                                |
| 4     | 137     | New England Patriots  | Bailey Zappe         | Quarterback      | Western Kentucky         | C-USA            | Pick von den Rams über Texans und Panthers                                     |
| 4     | 138     | Pittsburgh Steelers   | Calvin Austin        | Wide Receiver    | Memphis                  | AAC              | Compensatory Pick                                                              |
| 4     | 139     | Baltimore Ravens      | Isaiah Likely        | Tight End        | Coastal Carolina         | Sun Belt         | Compensatory Pick                                                              |
| 4     | 140     | Green Bay Packers     | Zach Tom             | Guard            | Wake Forest              | ACC              | Compensatory Pick                                                              |
| 4     | 141     | Baltimore Ravens      | Damarion Williams    | Cornerback       | Houston                  | AAC              | Compensatory Pick                                                              |
| 4     | 142     | Los Angeles Rams      | Decobie Durant       | Cornerback       | South Carolina State     | MEAC             | Compensatory Pick                                                              |
| 4     | 143     | Tennessee Titans      | Chigoziem Okonkwo    | Tight End        | Maryland                 | Big Ten          | Compensatory Pick                                                              |
| 5     | 144     | Washington Commanders | Sam Howell           | Quarterback      | North Carolina           | ACC              | Pick von den Jaguars via Panthers                                              |
| 5     | 145     | Kansas City Chiefs    | Darian Kinnard       | Tackle           | Kentucky                 | SEC              | Pick von den Lions via Broncos und Seahawks                                    |
| 5     | 146     | New York Giants       | Micah McFadden       | Linebacker       | Indiana                  | Big Ten          | Pick von den Jets                                                              |
| 5     | 147     | New York Giants       | D. J. Davidson       | Defensive Tackle | Arizona State            | Pac-12           |                                                                                |
| 5     | 148     | Buffalo Bills         | Khalil Shakir        | Wide Receiver    | Boise State              | MW               | Pick von den Texans via Bears                                                  |
| 5     | 149     | Washington Commanders | Cole Turner          | Tight End        | Nevada                   | MW               | Pick von den Panthers                                                          |
| 5     | 150     | Houston Texans        | Thomas Booker        | Defensive Tackle | Stanford                 | Pac-12           | Pick von den Bears                                                             |
| 5     | 151     | Atlanta Falcons       | Tyler Allgeier       | Runningback      | BYU                      | Unabhängig (FBS) |                                                                                |
| 5     | 152     | Denver Broncos        | Delarrin Turner-Yell | Safety           | Oklahoma                 | Big 12           |                                                                                |
| 5     | 153     | Seattle Seahawks      | Tariq Woolen         | Cornerback       | UTSA                     | C-USA            |                                                                                |
| 5     | 154     | Jacksonville Jaguars  | Snoop Conner         | Runningback      | Ole Miss                 | SEC              | Pick von den Commanders via Eagles                                             |
| 5     | 155     | Dallas Cowboys        | Matt Waletzko        | Tackle           | North Dakota             | MVFC             | Pick von den Browns                                                            |
| 5     | 156     | Cleveland Browns      | Jerome Ford          | Runningback      | Cincinnati               | AAC              | Pick von den Ravens via Vikings                                                |
| 5     | 157     | Tampa Bay Buccaneers  | Zyon McCollum        | Cornerback       | Sam Houston              | WAC              | Pick von den Vikings via Jaguars                                               |
| 5     | 158     | Seattle Seahawks      | Tyreke Smith         | Defensive End    | Ohio State               | Big Ten          | Pick von den Dolphins via Patriots und Chiefs                                  |
| 5     | 159     | Indianapolis Colts    | Eric Johnson         | Defensive Tackle | Missouri State           | MVFC             |                                                                                |
| 5     | 160     | Los Angeles Chargers  | Otito Ogbonnia       | Defensive Tackle | UCLA                     | Pac-12           |                                                                                |
| 5     | 161     | New Orleans Saints    | D’Marco Jackson      | Linebacker       | Appalachian State        | Sun Belt         |                                                                                |
| 5     | 162     | Denver Broncos        | Montrell Washington  | Wide Receiver    | Samford                  | SoCon            | Pick von den Eagles                                                            |
| 5     | 163     | Tennessee Titans      | Kyle Philips         | Wide Receiver    | UCLA                     | Pac-12           | Pick von den Steelers via Jets                                                 |
| 5     | 164     | Los Angeles Rams      | Kyren Williams       | Runningback      | Notre Dame               | Unabhängig (FBS) | Pick von den Patriots via Raiders                                              |
| 5     | 165     | Minnesota Vikings     | Esezi Otomewo        | Defensive End    | Minnesota                | Big Ten          | Pick von den Raiders                                                           |
| 5     | 166     | Cincinnati Bengals    | Tycen Anderson       | Safety           | Toledo                   | MAC              | Pick von den Cardinals via Eagles, Texans und Bears                            |
| 5     | 167     | Dallas Cowboys        | DaRon Bland          | Cornerback       | Fresno State             | MW               |                                                                                |
| 5     | 168     | Chicago Bears         | Braxton Jones        | Tackle           | Southern Utah            | Big Sky          | Pick von den Bills                                                             |
| 5     | 169     | Minnesota Vikings     | Ty Chandler          | Runningback      | North Carolina           | ACC              | Pick von den Titans via Raiders                                                |
| 5     | 170     | Houston Texans        | Teagan Quitoriano    | Tight End        | Oregon State             | Pac-12           | Pick von den Buccaneers via Patriots                                           |
| 5     | 171     | Denver Broncos        | Luke Wattenberg      | Center           | Washington               | Pac-12           | Pick von den Packers                                                           |
| 5     | 172     | San Francisco 49ers   | Samuel Womack        | Cornerback       | Toledo                   | MAC              |                                                                                |
| 5     | 173     | New York Giants       | Marcus McKethan      | Guard            | North Carolina           | ACC              | Pick von den Chiefs via Ravens                                                 |
| 5     | 174     | Chicago Bears         | Dominique Robinson   | Defensive End    | Miami (Ohio)             | MAC              | Pick von den Bengals                                                           |
| 5     | 175     | Las Vegas Raiders     | Matthew Butler       | Defensive Tackle | Tennessee                | SEC              | Pick von den Rams                                                              |
| 5     | 176     | Dallas Cowboys        | Damone Clark         | Linebacker       | LSU                      | SEC              | Compensatory Pick                                                              |
| 5     | 177     | Detroit Lions         | James Mitchell       | Tight End        | Virginia Tech            | ACC              | Compensatory Pick                                                              |
| 5     | 178     | Dallas Cowboys        | John Ridgeway        | Defensive Tackle | Arkansas                 | SEC              | Compensatory Pick                                                              |
| 5     | 179     | Green Bay Packers     | Kingsley Enagbare    | Defensive End    | South Carolina           | SEC              | Compensatory Pick von den Colts via Broncos                                    |
| 6     | 180     | Buffalo Bills         | Matt Araiza          | Punter           | San Diego State          | MW               | Pick von den Jaguars via Buccaneers                                            |
| 6     | 181     | Philadelphia Eagles   | Kyron Johnson        | Linebacker       | Kansas                   | Big 12           | Pick von den Lions                                                             |
| 6     | 182     | New York Giants       | Darrian Beavers      | Linebacker       | Cincinnati               | AAC              |                                                                                |
| 6     | 183     | New England Patriots  | Kevin Harris         | Runningback      | South Carolina           | SEC              | Pick von den Texans                                                            |
| 6     | 184     | Minnesota Vikings     | Vederian Lowe        | Tackle           | Illinois                 | Big Ten          | Pick von den Jets                                                              |
| 6     | 185     | Buffalo Bills         | Christian Benford    | Cornerback       | Villanova                | CAA              | Pick von den Panthers                                                          |
| 6     | 186     | Chicago Bears         | Zachary Thomas       | Tackle           | San Diego State          | MW               |                                                                                |
| 6     | 187     | San Francisco 49ers   | Nick Zakelj          | Tackle           | Fordham                  | Patriot League   | Pick von den Broncos                                                           |
| 6     | 188     | Detroit Lions         | Malcolm Rodriguez    | Linebacker       | Oklahoma State           | Big 12           | Pick von den Seahawks via Jaguars und Eagles                                   |
| 6     | 189     | Carolina Panthers     | Amaré Barno          | Linebacker       | Virginia Tech            | ACC              | Pick von den Commanders                                                        |
| 6     | 190     | Atlanta Falcons       | Justin Shaffer       | Guard            | Georgia                  | SEC              |                                                                                |
| 6     | 191     | Minnesota Vikings     | Jalen Nailor         | Wide Receiver    | Michigan State           | Big Ten          | Pick von den Ravens via Chiefs                                                 |
| 6     | 192     | Indianapolis Colts    | Andrew Ogletree      | Tight End        | Youngstown State         | MVFC             | Pick von den Vikings                                                           |
| 6     | 193     | Dallas Cowboys        | Devin Harper         | Linebacker       | Oklahoma State           | Big 12           | Pick von den Browns                                                            |
| 6     | 194     | New Orleans Saints    | Jordan Jackson       | Defensive Tackle | Air Force                | MW               | Pick von den Colts via Eagles                                                  |
| 6     | 195     | Los Angeles Chargers  | Jamaree Salyer       | Guard            | Georgia                  | SEC              |                                                                                |
| 6     | 196     | Baltimore Ravens      | Tyler Badie          | Runningback      | Missouri                 | SEC              | Pick von den Dolphins                                                          |
| 6     | 197     | Jacksonville Jaguars  | Gregory Junior       | Cornerback       | Ouachita Baptist         | GAC              | Pick von den Eagles                                                            |
| 6     | 198     | Philadelphia Eagles   | Grant Calcaterra     | Tight End        | SMU                      | AAC              | Pick von den Steelers via Jaguars                                              |
| 6     | 199     | Carolina Panthers     | Cade Mays            | Guard            | Tennessee                | SEC              | Pick von den Raiders                                                           |
| 6     | 200     | New England Patriots  | Sam Roberts          | Defensive End    | Northwest Missouri State | MIAA             |                                                                                |
| 6     | 201     | Arizona Cardinals     | Keaontay Ingram      | Runningback      | USC                      | Pac-12           |                                                                                |
| 6     | 202     | Cleveland Browns      | Michael Woods II     | Wide Receiver    | Oklahoma                 | Big 12           | Pick von den Cowboys                                                           |
| 6     | 203     | Chicago Bears         | Trestan Ebner        | Runningback      | Baylor                   | Big 12           | Pick von den Bills                                                             |
| 6     | 204     | Tennessee Titans      | Theo Jackson         | Safety           | Tennessee                | SEC              |                                                                                |
| 6     | 205     | Houston Texans        | Austin Deculus       | Tackle           | LSU                      | SEC              | Pick von den Packers                                                           |
| 6     | 206     | Denver Broncos        | Matt Henningsen      | Defensive Tackle | Wisconsin                | Big Ten          | Pick von den Buccs via Jets und Eagles                                         |
| 6     | 207     | Chicago Bears         | Doug Kramer          | Center           | Illinois                 | Big Ten          | Pick von den 49ers via Jets und Texans                                         |
| 6     | 208     | Pittsburgh Steelers   | Connor Heyward       | Fullback         | Michigan State           | Big Ten          | Pick von den Chiefs                                                            |
| 6     | 209     | Buffalo Bills         | Luke Tenuta          | Tackle           | Virginia Tech            | ACC              | Pick von den Bengals                                                           |
| 6     | 210     | New England Patriots  | Chasen Hines         | Guard            | LSU                      | SEC              | Pick von den Rams                                                              |
| 6     | 211     | Los Angeles Rams      | Quentin Lake         | Safety           | UCLA                     | Pac-12           | Compensatory Pick                                                              |
| 6     | 212     | Los Angeles Rams      | Derion Kendrick      | Cornerback       | Georgia                  | SEC              | Compensatory Pick                                                              |
| 6     | 213     | Atlanta Falcons       | John FitzPatrick     | Tight End        | Georgia                  | SEC              | Compensatory Pick                                                              |
| 6     | 214     | Los Angeles Chargers  | Ja’Sir Taylor        | Cornerback       | Wake Forest              | ACC              | Compensatory Pick                                                              |
| 6     | 215     | Arizona Cardinals     | Lecitus Smith        | Guard            | Virginia Tech            | ACC              | Compensatory Pick                                                              |
| 6     | 216     | Indianapolis Colts    | Curtis Brooks        | Defensive Tackle | Cincinnati               | AAC              | Compensatory Pick                                                              |
| 6     | 217     | Detroit Lions         | James Houston IV     | Linebacker       | Jackson State            | SWAC             | Compensatory Pick                                                              |
| 6     | 218     | Tampa Bay Buccaneers  | Ko Kieft             | Tight End        | Minnesota                | Big Ten          | Compensatory Pick von den Rams                                                 |
| 6     | 219     | Tennessee Titans      | Chance Campbell      | Linebacker       | Ole Miss                 | SEC              | Compensatory Pick                                                              |
| 6     | 220     | San Francisco 49ers   | Kalia Davis          | Defensive Tackle | UCF                      | AAC              | Compensatory Pick                                                              |
| 6     | 221     | San Francisco 49ers   | Tariq Castro-Fields  | Cornerback       | Penn State               | Big Ten          | Compensatory Pick                                                              |
| 7     | 222     | Jacksonville Jaguars  | Montaric Brown       | Cornerback       | Arkansas                 | SEC              |                                                                                |
| 7     | 223     | Cleveland Browns      | Isaiah Thomas        | Defensive End    | Oklahoma                 | Big 12           | Pick von den Lions                                                             |
| 7     | 224     | Miami Dolphins        | Cameron Goode        | Linebacker       | California               | Pac-12           | Pick von den Texans via Patriots und Ravens                                    |
| 7     | 225     | Pittsburgh Steelers   | Mark Robinson        | Linebacker       | Ole Miss                 | SEC              | Pick von den Jets                                                              |
| 7     | 226     | Chicago Bears         | Ja’Tyre Carter       | Guard            | Southern                 | SWAC             | Pick von den Giants via Bengals                                                |
| 7     | 227     | Minnesota Vikings     | Nick Muse            | Tight End        | South Carolina           | SEC              | Pick von den Panthers via Raiders                                              |
| 7     | 228     | Green Bay Packers     | Tariq Carpenter      | Linebacker       | Georgia Tech             | ACC              | Pick von den Bears via Texans                                                  |
| 7     | 229     | Seattle Seahawks      | Bo Melton            | Wide Receiver    | Rutgers                  | Big Ten          |                                                                                |
| 7     | 230     | Washington Commanders | Chris Paul           | Guard            | Tulsa                    | AAC              |                                                                                |
| 7     | 231     | Buffalo Bills         | Baylon Spector       | Linebacker       | Clemson                  | ACC              | Pick von den Falcons                                                           |
| 7     | 232     | Denver Broncos        | Faion Hicks          | Cornerback       | Wisconsin                | Big Ten          |                                                                                |
| 7     | 233     | Seattle Seahawks      | Dareke Young         | Wide Receiver    | Lenoir–Rhyne             | SAC              | Pick von den Vikings via Chiefs                                                |
| 7     | 234     | Green Bay Packers     | Jonathan Ford        | Defensive Tackle | Miami                    | ACC              | Pick von den Browns via Lions und Broncos                                      |
| 7     | 235     | Los Angeles Rams      | Daniel Hardy         | Linebacker       | Montana State            | Big Sky          | Pick von den Ravers via Jaguars und Buccs                                      |
| 7     | 236     | Los Angeles Chargers  | Deane Leonard        | Cornerback       | Ole Miss                 | SEC              |                                                                                |
| 7     | 237     | Detroit Lions         | Chase Lucas          | Cornerback       | Arizona State            | Pac-12           | Pick von den Saints via Eagles                                                 |
| 7     | 238     | Las Vegas Raiders     | Thayer Munford       | Tackle           | Ohio State               | Big Ten          | Pick von den Dolphins via Rams                                                 |
| 7     | 239     | Indianapolis Colts    | Rodney Thomas II     | Safety           | Yale                     | Ivy              |                                                                                |
| 7     | 240     | Washington Commanders | Christian Holmes     | Cornerback       | Oklahoma State           | Big 12           | Pick von den Eagles via Colts                                                  |
| 7     | 241     | Pittsburgh Steelers   | Chris Oladokun       | Quarterback      | South Dakota State       | MVFC             |                                                                                |
| 7     | 242     | Carolina Panthers     | Kalon Barnes         | Cornerback       | Baylor                   | Big 12           | Pick von den Patriots via Dolphins                                             |
| 7     | 243     | Kansas City Chiefs    | Jaylen Watson        | Cornerback       | Washington State         | Pac-12           | Pick von den Raiders via Patriots                                              |
| 7     | 244     | Arizona Cardinals     | Christian Matthew    | Cornerback       | Valdosta State           | Gulf South       |                                                                                |
| 7     | 245     | New England Patriots  | Andrew Stueber       | Guard            | Michigan                 | Big Ten          | Pick von den Cowboys via Texans                                                |
| 7     | 246     | Cleveland Browns      | Dawson Deaton        | Center           | Texas Tech               | Big 12           | Pick von den Bills                                                             |
| 7     | 247     | Miami Dolphins        | Skylar Thompson      | Quarterback      | Kansas State             | Big 12           | Pick von den Titans                                                            |
| 7     | 248     | Tampa Bay Buccaneers  | Andre Anthony        | Defensive End    | LSU                      | SEC              |                                                                                |
| 7     | 249     | Green Bay Packers     | Rasheed Walker       | Tackle           | Penn State               | Big Ten          |                                                                                |
| 7     | 250     | Las Vegas Raiders     | Brittain Brown       | Runningback      | UCLA                     | Pac-12           | Pick von den 49ers via Broncos und Vikings                                     |
| 7     | 251     | Kansas City Chiefs    | Isiah Pacheco        | Runningback      | Rutgers                  | Big Ten          |                                                                                |
| 7     | 252     | Cincinnati Bengals    | Jeffrey Gunter       | Defensive End    | Coastal Carolina         | Sun Belt         |                                                                                |
| 7     | 253     | Los Angeles Rams      | Russ Yeast           | Safety           | Kansas State             | Big 12           |                                                                                |
| 7     | 254     | Chicago Bears         | Elijah Hicks         | Safety           | California               | Pac-12           | Compensatory Pick von den Chargers                                             |
| 7     | 255     | Chicago Bears         | Trenton Gill         | Punter           | North Carolina State     | ACC              | Compensatory Pick von den Chargers                                             |
| 7     | 256     | Arizona Cardinals     | Jesse Luketa         | Linebacker       | Penn State               | Big Ten          | Compensatory Pick                                                              |
| 7     | 257     | Arizona Cardinals     | Marquis Hayes        | Guard            | Oklahoma                 | Big 12           | Compensatory Pick                                                              |
| 7     | 258     | Green Bay Packers     | Samori Toure         | Wide Receiver    | Nebraska                 | Big Ten          | Compensatory Pick                                                              |
| 7     | 259     | Kansas City Chiefs    | Nazeeh Johnson       | Safety           | Marshall                 | C-USA            | Compensatory Pick                                                              |
| 7     | 260     | Los Angeles Chargers  | Zander Horvath       | Fullback         | Purdue                   | Big Ten          | Compensatory Pick                                                              |
| 7     | 261     | Los Angeles Rams      | A. J. Arcuri         | Tackle           | Michigan State           | Big Ten          | Compensatory Pick von den Buccs                                                |
| 7     | 262     | San Francisco 49ers   | Brock Purdy          | Quarterback      | Iowa State               | Big 12           | Compensatory Pick, Mr. Irrelevant                                              |

## Trades
Bei den Trades bedeutet der Hinweis (VD), dass der Trade vor dem Draft abgeschlossen wurde (Vor dem Draft) und der Hinweis (D) bedeutet, dass der Trade während des Draftes abgeschlossen wurde.

### Runde 1
1. ↑  Pick 7: Chicago Bears → New York Giants (VD): Die Giants gaben im Draft 2021 Pick 11 an die Bears ab und erhielten dafür Pick 20, Pick 164, einen Erstrundenpick 2022 und einen Viertrundenpick 2022.
2. ↑  Pick 9: Denver Broncos → Seattle Seahawks (VD): Die Broncos tauschten Pick 9, Pick 40 und einen Fünftrundenpick 2022, Quarterback Drew Lock, Tight End Noah Fant, Defensive End Shelby Harris und ihren Erst- und Zweitrundenpick 2023 gegen Quarterback Russell Wilson und einen Viertrundenpick 2022.
3. ↑  Pick 10: Seattle Seahawks → New York Jets (VD): Die Seahawks tauschten ihren Erst- und Drittrundenpick 2021, Safety Bradley McDougald und ihren Erstrundenpick 2022 gegen Safety Jamal Adams und einen Viertrundenpick 2022.
4. ↑  Pick 11: Washington Commanders → New Orleans Saints (D): Die Commanders tauschten Pick 11 gegen Pick 16, Pick 98 und Pick 120 von den Saints.
5. ↑  Pick 12: Minnesota Vikings → Detroit Lions (D): Die Vikings tauschten Pick 12 und Pick 46 gegen die Picks 32, 34 und 66 von den Lions.
6. ↑  Pick 13: Cleveland Browns → Houston Texans (VD): Die Browns tauschten ihre Erstrundenpicks 2022, 2023 und 2024 sowie einen Drittrundenpick 2023 und einen Viertrundenpick 2024 gegen Quarterback Deshaun Watson und einen Fünftrundenpick 2024.
7. ↑  Pick 15: Miami Dolphins → Philadelphia Eagles (VD): Die Eagles gaben im Draft 2021 Pick 6 und Pick 156 an die Dolphins ab und erhielten dafür Pick 12, Pick 123 und den Erstrundenpick der Dolphins 2022.
8. ↑  Pick 16: Indianapolis Colts → Philadelphia Eagles (VD): Die Colts tauschten ihren Drittrundenpick 2021 und einen Erstrundenpick 2022 für Quarterback Carson Wentz.
9. ↑  Pick 16: Philadelphia Eagles → New Orleans Saints (VD): Die Eagles tauschten Pick 16, Pick 19 und Pick 194 gegen Pick 18, Pick 101, Pick 237 und den Erstrundenpick der Saints 2023 sowie den Zweitrundenpick der Saints 2024.
10. ↑  Pick 18: New Orleans Saints → Philadelphia Eagles (VD): siehe Pick 16: Eagles → Saints
11. ↑  Pick 19: Philadelphia Eagles → New Orleans Saints (VD): siehe Pick 16: Eagles → Saints
12. ↑  Pick 21: New England Patriots → Kansas City Chiefs (D): Die Chiefs tauschten Pick 29, Pick 94 und Pick 121 gegen den Pick 21 von den Patriots.
13. ↑  Pick 22: Las Vegas Raiders → Green Bay Packers (VD): Die Raiders tauschten ihren Erst- und ihren Zweitrundenpick 2022 gegen Wide Receiver Davante Adams.
14. ↑  Pick 29: San Francisco 49ers → Miami Dolphins (VD): Die Dolphins tauschten im Draft 2021 Pick 3 zu den San Francisco 49ers und erhielten dafür den Erstrundenpick 2021, einen Erstrundenpick 2022, einen Drittrundenpick 2022 und einen Erstrundenpick 2023 der 49ers.
15. ↑  Pick 29: Miami Dolphins → Kansas City Chiefs (VD): Die Dolphins tauschten ihren Erst-, Zweit- und Viertrundenpick 2022 sowie einen Viert- und einen Sechstrundenpick 2023 gegen Wide Receiver Tyreek Hill.
16. ↑  Pick 32: Los Angeles Rams → Detroit Lions (VD): Die Rams tauschten ihren Drittrundenpick 2021, ihre Erstrundenpicks 2022 und 2023 sowie Quarterback Jared Goff gegen Quarterback Matthew Stafford.